# ワット・マハータート (スコータイ)
ワット・マハータート (Wat Mahathat、タイ語: วัดมหาธาตุ) は、タイ北部のスコータイ歴史公園にある中心的な仏教寺院遺跡である。

## 位置
ワット・マハタートは、スコータイの旧市街「ムアン・カウ」（古い町）として知られるスコータイ王朝の王都であったスコータイ歴史公園の中心部に位置する。寺院の名はおよそ「大いなる遺物（仏塔）の寺院」（英: “temple of the Great Relic”）の意である。

## 歴史
この寺院はシーインタラーティットにより、スコータイ王朝の設立と同じく王都の中心寺院として13世紀に創設されたといわれ、ラームカムヘーン大王碑文に言及されていることから13世紀末にはすでに存在したと考えられる。寺院は14世紀中頃の改修の後、数世紀にわたり構造物が追加された。

## 構成

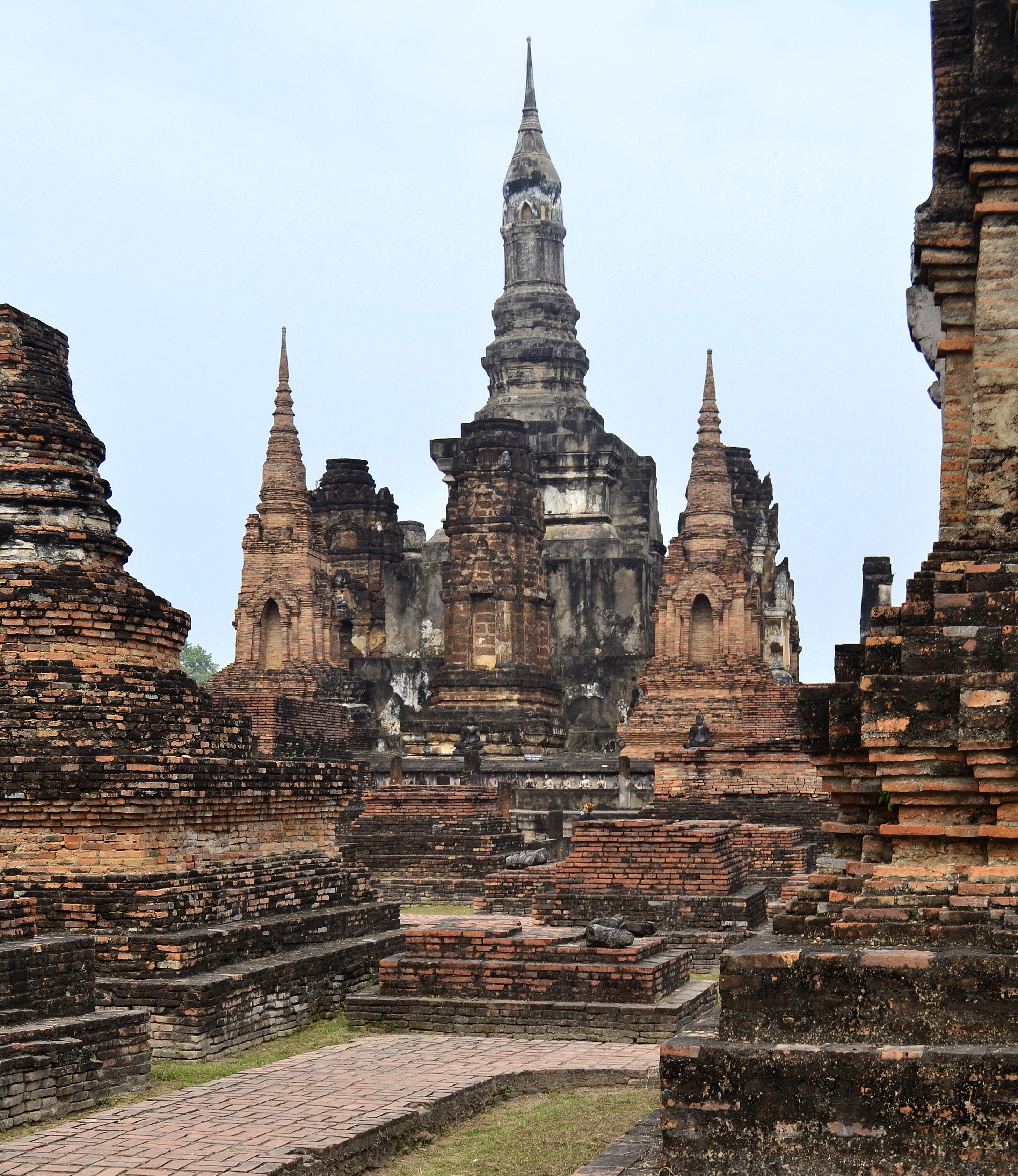
中心部の仏塔

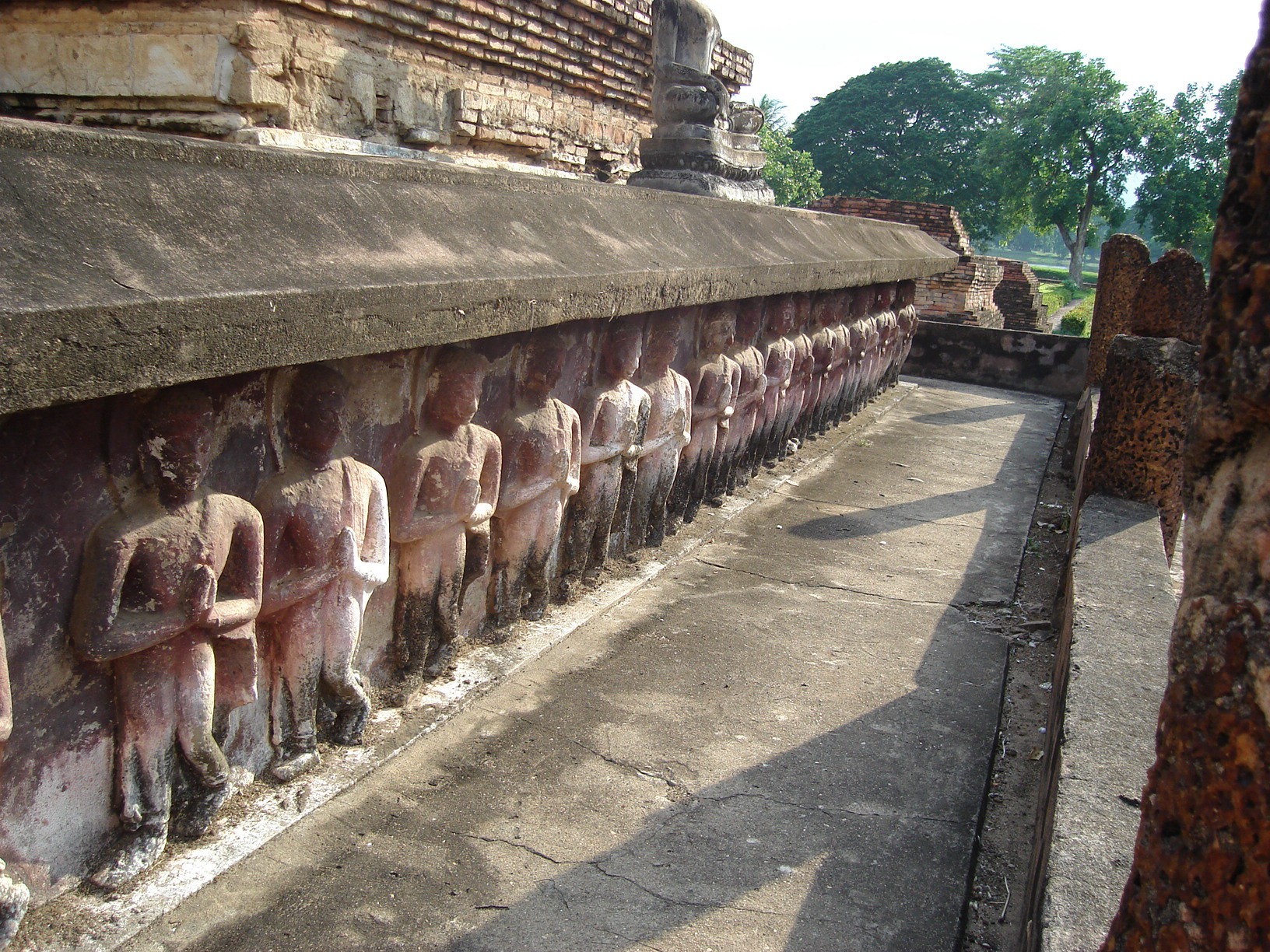
遊行する仏陀の弟子たちの彫像

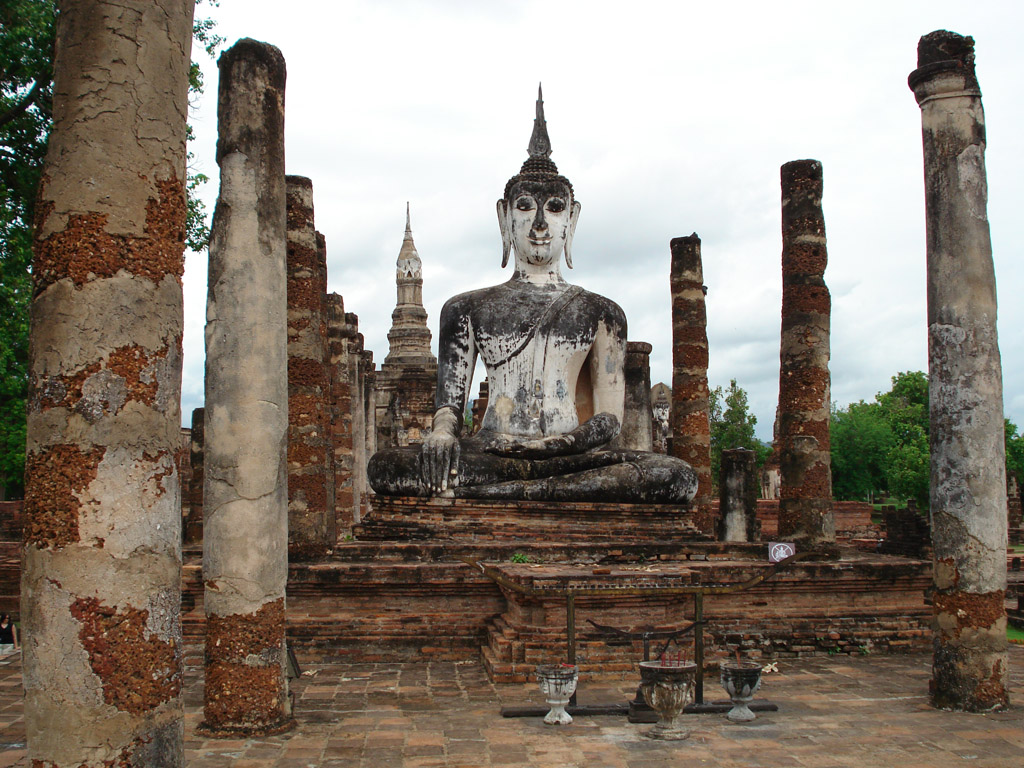
スコータイ様式の仏坐像

寺院は東向きに構築されており、北・西・南側は、幅約10mの堀により囲まれ、そこにおよそ200m四方の周壁をもつ寺域がある。
中心には仏塔（チェーディー、chedi）があり、8方向を小形の仏塔により囲まれている。その宇宙を表す曼荼羅に基づいた寺院の様相は、仏舎利を祀るため、1345年にリタイにより改修されたもので、その中央の仏塔はスコータイ建築美術の特徴となるハスの蕾の優美な形をもつ。
中央の仏塔の基壇には、仏陀の弟子たちが合掌して謹んで歩いている化粧しっくい（スタッコ）の彫刻が装飾されている。その周囲にある8基の小形の仏塔のうち、4隅にあるものはモン・ハリプンチャイ様式、ラーンナー様式がうかがわれ、その間にある東西南北の4基はクメールの影響を示している。
中央の仏塔の両側方向には、高さ12mの2体のプラ・アッタロート (Phra Attharot、タイ語: พระอัฏฐารส) と呼ばれる仏立像がある。また寺院には、10基の礼拝堂（ウィハーン、wihan）、8基の仏堂（モンドップ、mondop）、1基の本堂（ウボーソット、ubosot）あり、それに5つ（周壁内に4つ）の池および185基といわれる仏塔が付随する。